# بایلی چیس

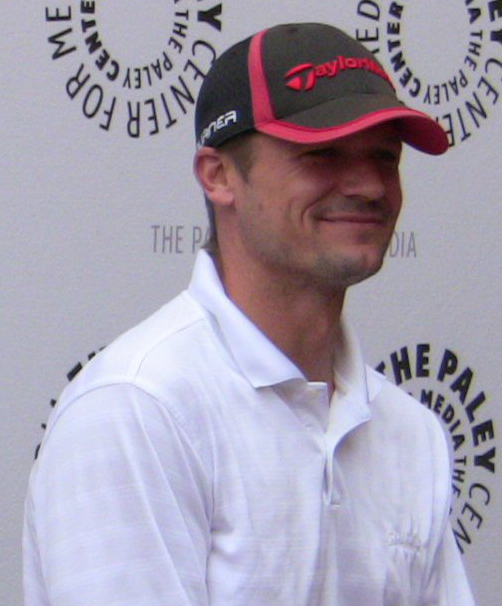

بایلی چیس (انگلیسی: Bailey Chase؛ زادهٔ ۱ مهٔ ۱۹۷۲) یک هنرپیشه اهل ایالات متحده آمریکا است.

## گزیده فیلمشناسی
از فیلم‌ها یا برنامه‌های تلویزیونی که وی در آن نقش داشته‌است می‌توان به آثار زیر اشاره کرد.
- عبور از مرز (فیلم ۲۰۰۹) (۲۰۰۹)
- پسر همسایه (۲۰۱۵)
- بتمن در برابر سوپرمن: طلوع عدالت (۲۰۱۶)
- بی‌واچ (۱۹۹۶)
- نمایش درو کری (۱۹۹۸)
- افسون‌شده (۱۹۹۸)
- بافی قاتل خون‌آشام‌ها (مجموعه تلویزیونی) (۱۹۹۹–۲۰۰۰)
- جاگ (مجموعه تلویزیونی) (۲۰۰۰)
- سی‌اس‌آی (۲۰۰۵)
- نجات گریس (۲۰۱۰-۲۰۰۷)
- بتی بی‌ریخته (۲۰۰۷)
- ذهن‌های جنایتکار (۲۰۰۷)
- پرونده سرد (۲۰۰۹)
- کسل (مجموعه تلویزیونی) (۲۰۰۹)
- خسارت (سریال) (۲۰۱۱)
- یقه سفید (مجموعه تلویزیونی) (۲۰۱۲)
- لوسیفر (مجموعه تلویزیونی) (۲۰۱۵)
- گریم (مجموعه تلویزیونی) (۲۰۱۶)
- توئین پیکس (فصل ۳) (۲۰۱۷)
- یگان ۶ (۲۰۱۸)
- تازه کار (سریال تلویزیونی) (۲۰۲۰)
- نیروهای ویژه (مجموعه تلویزیونی) (۲۰۲۰)